# Wydział Humanistyczny Uniwersytetu Mikołaja Kopernika w Toruniu

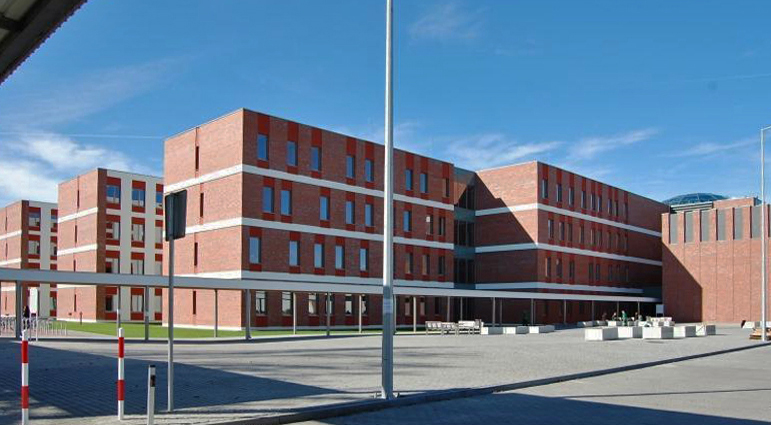
Collegium Humanisticum, które otwarto w 2011 roku

Wydział Humanistyczny Uniwersytetu Mikołaja Kopernika w Toruniu – jeden z 17 wydziałów Uniwersytetu Mikołaja Kopernika w Toruniu. Siedziba wydziału znajduje się w centrum miasta, w gmachu Collegium Maius przy ul. Fosa Staromiejska 3.

## Historia
Od 1 października 2019 roku Wydział Filologiczny zmienił nazwę na Wydział Humanistyczny, a dotychczasowy Wydział Humanistyczny po połączeniu z Wydziałem Nauk Pedagogicznych stał się Wydziałem Filozofii i Nauk Społecznych. Jako Wydział Filologiczny Uniwersytetu Mikołaja Kopernika funkcjonował od 1 września 1999 roku do 30 września 2019 roku. Powstał na podstawie uchwały Senatu UMK z dnia 26 stycznia 1999 o podziale Wydziału Humanistycznego na dwa Wydziały: Filologiczny i Humanistyczny.
Od 1 października 2011 roku zajęcia dydaktyczne oraz dyżury pracowników naukowych większości kierunków neofilologicznych mieszczą się w budynku Collegium Humanisticum przy ul. Bojarskiego 1.

## Kierunki kształcenia

### Studia stacjonarne
- etnologia – antropologia kulturowa
- filologia angielska (I i II stopień)
- filologia bałkańska (I i II stopień)
- filologia germańska (I i II stopień)
- filologia klasyczna i studia śródziemnomorskie
- filologia polska (I i II stopień)
- filologia polska jako obca
- filologia romańska (I i II stopień)
- filologia rosyjska (I i II stopień)
- filologia włoska
- japonistyka (I i II stopień)
- kulturoznawstwo (I i II stopień)
- kulturoznawstwo, sp. Kultura Dalekiego Wschodu
- kulturoznawstwo, sp. Kultura Słowian
- lingwistyka praktyczna i copywriting
- lingwistyka stosowana - język francuski z albańskim lub czeskim lub hiszpańskim
- lingwistyka stosowana - język rosyjski z albańskim lub czeskim lub hiszpańskim
- lingwistyka stosowana - język włoski z językiem albańskim lub czeskim lub hiszpańskim[3]

### Studia podyplomowe
- Studia podyplomowe w zakresie etnologii
- Studia podyplomowe w zakresie logopedii
- Studia podyplomowe w zakresie nauczania języka polskiego jako obcego
- Studia podyplomowe w zakresie redakcyjno-wydawniczym[4]

## Struktura wydziału

### Instytut Językoznawstwa
Dyrektor: dr hab. Adam Dobaczewski
- Katedra Języka Polskiego
- Katedra Teorii Języka
- Katedra Języka Angielskiego i Językoznawstwa Stosowanego
- Katedra Językoznawstwa Eksperymentalnego
- Katedra Języka Niemieckiego, Japońskiego i Translatoryki
- Katedra Języków Romańskich
- Katedra Języków Słowiańskich
- Katedra Bałkanistyki

### Instytut Literaturoznawstwa
Dyrektor: prof. dr hab. Anna Branach-Kallas
- Katedra Edytorstwa i Literatury Polskiej
- Katedra Historii Literatury Polskiej i Tradycji Kulturowej
- Katedra Antropologii Literatury i Nowych Mediów
- Katedra Teorii Literatury i Komparatystyki
- Katedra Literatury, Kultury i Komparatystyki Anglojęzycznej
- Katedra Literatury Amerykańskiej i Przekładu Literackiego
- Katedra Literatury i Kultury Krajów Niemieckojęzycznych XIX-XXI Wieku
- Katedra Literatury, Kultury i Mediów Niemieckiego Obszaru Językowego
- Katedra Literaturoznawcza Filologii Romańskiej
- Katedra Literatury Włoskiej i Hiszpańskojęzycznej
- Katedra Filologii Klasycznej
- Katedra Literatur Słowiańskich
- Katedra Orientalistyki

### Instytut Nauk o Kulturze
Dyrektor:  prof. dr hab. Dariusz Brzostek
- Katedra Kulturoznawstwa
- Katedra Etnologii i Antropologii Kulturowej

### Pozostałe jednostki
| Jednostka                                                          | Kierownik                                |
| ------------------------------------------------------------------ | ---------------------------------------- |
| Studium Kultury i Języka Polskiego dla Obcokrajowców               | dr Małgorzata Berend                     |
| Centrum Badań nad Ewolucją Języka                                  | dr hab. Przemysław Żywiczyński           |
| Centrum Języka i Kultury Chińskiej]                                | dr Maciej Szatkowski                     |
| Centrum Badań Kitabistycznych                                      | dr hab. Joanna Kulwicka-Kamińska         |
| Pracownia Badań nad Folklorem                                      | dr hab. Violetta Wróblewska              |
| Pracownia Badań Kultury i Literatury Dziecięco-Młodzieżowej        | prof. dr hab. Maciej Wróblewski          |
| Zespół Badawczy – Performatyka i Studia nad Przekładem Dramatu     | dr hab. Barbara Bibik dr hab. Artur Duda |
| Pracownia Badań nad Pamięcią Zbiorową w Postkomunistycznej Europie | dr hab. Agata Domachowska                |
| Zespół do Badań nad Akwizycją Języka Polskiego                     | dr hab. Joanna Kamper-Warejko            |
| Pracownia Edytorstwa Naukowego i Praktycznego                      | prof. dr hab. Mirosław Strzyżewski       |
| Interdyscyplinarny Zespół Badań Japonistycznych                    | dr Adam Bednarczyk                       |
| Interdyscyplinarny Zespół Badań nad myślą Panajotisa Kondylisa     | dr hab. Lech Zieliński                   |

## Władze Wydziału
W kadencji 2020–2024:
| Stanowisko                                                   | Imię i nazwisko             |
| ------------------------------------------------------------ | --------------------------- |
| Dziekan                                                      | dr hab. Violetta Wróblewska |
| Prodziekan ds. studenckich                                   | dr hab. Marzenna Cyzman-Eid |
| Prodziekan ds. kształcenia                                   | dr hab. Piotr Sadkowski     |
| Prodziekan ds. współpracy z zagranicą, organizacji i rozwoju | dr hab. Andrzej Moroz       |

## Poczet dziekanów
Lista niepełna:
1. dr hab. Czesław Łapicz (2005–2008)
2. dr hab. Adam Bednarek (2008–2016)
3. prof. dr hab. Przemysław Nehring (2016–2020)
4. dr hab. Violetta Wróblewska (od 2020)